# Tamaricella complicata
Tamaricella complicata är en insektsart som beskrevs av Irena Dworakowska 1971. Tamaricella complicata ingår i släktet Tamaricella och familjen dvärgstritar. Inga underarter finns listade i Catalogue of Life.